# دریاچه آنگرن
دریاچه آنگرن (قزاقی: Ангрен) یک دریاچه در استان پاولودار کشور قزاقستان است.